# Palmyra (Utah)
Palmyra es un lugar designado por el censo ubicado en el condado de Utah en el estado estadounidense de Utah. En el año 2000 tenía una población de 485 habitantes y fue nombrado por el pueblo de Palmyra (Nueva York), lugar donde nació el fundador del movimiento de los Santos de los Últimos Días, Joseph Smith. 

## Geografía
Palmyra se encuentra ubicado en las coordenadas 40°7′36″N 111°41′7″O / 40.12667, -111.68528. Según la Oficina del Censo, la localidad tiene un área total de 29,8 km² (11,5 mi²), de la cual 2,1% es agua.

## Demografía
Según la Oficina del Censo en 2000, habían 485 personas residentes en el lugar, 97,5% de los cuales eran personas de raza blanca. Los ingresos medios por hogar en la localidad eran de $58,750, y los ingresos medios por familia eran $90,122. Los hombres tenían unos ingresos medios de $42,917 frente a los $24,531 para las mujeres. La renta per cápita para la localidad era de $18,967. Alrededor del 5.8% de la población de Palmyra estaban por debajo del umbral de pobreza, ninguno de los cuales es mayor de 64 años.